# Pastor Bel
Heber Waldo Silva Costa (Pedreiras, 6 de janeiro de 1968), mais conhecido como Pastor Bel é um pastor da Assembleia de Deus e político brasileiro filiado ao Agir.
Em 2010, quando era filiado ao PEN, foi eleito segundo suplente de senador na chapa encabeçada por Edison Lobão.
Em abril de 2014, com o possível afastamento do primeiro suplente Edison Lobão Filho (PMDB), para concorrer ao Governo do Estado do Maranhão, o Pastor Bel articulou-se para assumir a vaga no senado.
No dia 19 de dezembro de 2017, assumiu a vaga no Senado Federal, no posto de Edison Lobão Filho. 
A Convenção Estadual das Assembleias de Deus no Maranhão (CEADEMA) anunciou em 2017 o apoio à candidatura de Bel à deputado estadual. Bel é filiado à CEADEMA e pastor da Igreja Assembleia de Deus em Santo Antônio dos Lopes.
Pastor Bel é casado com a cantora gospel Aurenir Siqueira, e tem três filhas, Rebeca, Ravena e Renata.